# Aleksandr Uvarov (ishockeyspelare)
Aleksandr Uvarov, född 20 mars 1922 i Odojev, död 24 december 1994 i Moskva, var en sovjetisk ishockeyspelare. Uvarov blev olympisk guldmedaljör i ishockey vid vinterspelen 1956 i Cortina d'Ampezzo.